# اتفاقية أضنة 1998
اتفاقية أضنة 1998 هي اتفاقية أمنية وقّعتها تركيا وسوريا في مدينة أضنة التركية في 20 أكتوبر 1998.

## الخلفية
اقتضى ترسيم الحدود التركية السورية من خلال التداعيات التي أفرزتها الحرب العالمية الأولى بإتفاقٍ تركي فرنسي -كونه فرنسا كانت دولة انتداب على سوريا آنذاك-. نجمَ عن الاتفاق نزعٍ تدريجي لأراضٍ احتوت الحزام الشمالي لسوريا منذ ذلك الحين وحتى عام 1939.
بعد ذلك دخلت العلاقات التركية السورية -حتى نهاية التسعينيات- مرحلة من التوتر وخلافات تركزت نقاطها حول قضايا الحدود، المياه، الكرد، مستقبل العراق، العلاقات مع الولايات المتحدة، إسرائيل، والسياسات الإقليمية.
خلال الثمانينيات، العامل الرئيسي لتوتر العلاقات بين الطرفين -تركيا وسوريا- كان الدعم المستمر الذي توفره سوريا لحزب العمال الكردستاني في صراعه المسلح مع تركيا الذي اندلع سنة 1984، حيث كان زعيم الحزب -عبد الله أوجلان- يقيم في العاصمة السورية، دمشق. وسُمِح له بتأسيس معسكرات تدريبية لعناصر حزبه في الأراضي السوريّة.
في مطلع عام 1996 -في عهد الرئيس التركي سليمان دميرل ورئيس الوزراء مسعود يلماز- أرسلت تركيا تحذيرات للنظام السوري -عهد حافظ الأسد- بضرورة التوقف المباشر عن دعم حزب العمال الكردستاني، وإلا «ستضطر تركيا اتخاذ ما يلزم لحفظ أمنها القومي».
في أكتوبر 1998 اشتدت وتيرة الأزمة السياسية بين تركيا وسوريا، حيث حشدت أنقرة قواتها على الحدود السورية مهددة اجتياح الحدود إلى الجانب السوري في حال استمرار النظام السوري بدعم حزب العمال الكردستاني وتأمين ملاجئ آمنة لزعيم الحزب -أوجلان-.
تدخلّت جامعة الدول العربية ومصر وإيران لوقف التوتر الحاصل، والتوصّل لحل سياسي يقتضي بحل الأزمة بين البلدين، ونتج من تدخل الوساطات الإقليمية التي جرت؛ «اتفاقية أضنة» سُميّت بالاتفاق الأمني، التي وُقِعّت بين البلدين في مدينة أضنة التركيّة في 20 أكتوبر 1998.

## بنود الاتفاقية
بنود الاتفاقية الموقعة بين تركيا وسوريا:
1. اعتبارا من الآن، عبد الله أوجلان لن يكون في سوريا وبالتأكيد لن يسمح له بدخول سوريا.
2. لن يسمح لعناصر حزب العمال الكردستاني في الخارج بدخول سوريا.
3. اعتبارا من الآن، معسكرات حزب العمال الكردستاني لن تعمل على الأراضي السورية وبالتأكيد لن يسمح لها بأن تصبح نشطة.
4. العديد من أعضاء حزب العمال الكردستاني جرى اعتقالهم وإحالتهم إلى المحكمة. وقد تم إعداد اللوائح المتعلقة بأسمائهم. وقدّمت سوريا هذه اللوائح إلى الجانب التركي، وأكد الجانب السوري النقاط المذكورة أعلاه.

- وعلاوة على ذلك، اتفق الطرفان على النقاط التالية:

1. إن سوريا، وعلى أساس مبدأ المعاملة بالمثل، أكدت، بأنها لن تسمح بأي نشاط ينطلق من أراضيها بهدف الإضرار بأمن واستقرار تركيا. كما ولن تسمح سوريا بتوريد الأسلحة والمواد اللوجستية والدعم المالي والترويجي لأنشطة حزب العمال الكردستاني على أراضيها.
2. لقد صنفت سوريا حزب العمال الكردستاني على أنه منظمة إرهابية. كما وحظرت أنشطة الحزب والمنظمات التابعة له على أراضيها، إلى جانب منظمات إرهابية أخرى.
3. لن تسمح سوريا لحزب العمال الكردستاني بإنشاء مخيمات أو مرافق أخرى لغايات التدريب والمأوى أو ممارسة أنشطة تجارية على أراضيها.
4. لن تسمح سوريا لأعضاء حزب العمال الكردستاني باستخدام أراضيها للعبور إلى دول ثالثة.
5. ستتخذ سوريا الإجراءات اللازمة كافة لمنع قادة حزب العمال الكردستاني من دخول الأراضي السورية، وستوجه سلطاتها على النقاط الحدودية بتنفيذ هذه الإجراءات.

### اتفاق الجانبان على وضع آليات معينة لتنفيذ الإجراءات المشار إليها أعلاه بفاعلية وشفافية
1. سيتم إقامة وتشغيل خط اتصال هاتفي مباشر فورًا بين السلطات الأمنية العليا لدى البلدين.
2. سيقوم الطرفان بتعيين ممثلين خاصين أمنيين في بعثتيهما الديبلوماسيتين في أنقرة ودمشق، وسيتم تقديم هذين الممثلين إلى سلطات البلد المُضيف من قِبل رؤوساء البعثة.
3. في سياق مكافحة الإرهاب، اقترح الجانب التركي على الجانب السوري إنشاء نظام من شأنه تمكين المراقبة الأمنية من تحسين إجراءاتها وفاعليتها. وذكر الجانب السوري بأنه سيقدم الاقتراح إلى سلطاته للحصول على موافقة، وسيقوم بالرد في أقرب وقت ممكن.
4. اتفق الجانبان -التركي والسوري- ويتوقف ذلك على الحصول على موافقة لبنان، على تولي قضية مكافحة حزب العمال الكردستاني الإرهابي في إطار ثلاثي أخذًا بعين الاعتبار أن الجيش السوري كان لم يزل في لبنان، وكان حزب العمال يقيم معسكرات له في منطقة البقاع اللبناني الخاضعة لنفوذ الجيش السوري.
5. يلزم الجانب السوري نفسه باتخاذ الإجراءات اللازمة لتنفيذ النقاط المذكورة في «محضر الاجتماع» هذا وتحقيق نتائج ملموسة.

## ملحقات الاتفاقية
- الملحق رقم (1):

كل ما ذُكِر في بنود الاتفاقية الموقعة بين الدولتين هو الملحق رقم 1 ووُجِب تنفيذه.
- الملحق رقم (2):

طالبت تركيا، سوريا بتحقيق مطالب الملحق رقم (2) التالية:
1) قبول سوريا رسميًا بالتزاماتها والتخلي عن موقفها السابق بشأن دعم حزب العمال الكردستاني. ويجب أن تشمل هذه الالتزامات تعهدًا رسميًا بعدم منح الإرهابيين الدعم، أو الملاذ أوالمساعدة المالية. وينبغي أيضًا على سوريا محاكمة مجرمي حزب العمال الكردستاني وتسليمهم إلى تركيا، بما في ذلك زعيم حزب العمال الكردستاني، عبد الله أوجلان ومعاونوه.
2) في هذا الإطار، يجب على سوريا:
- 1.ألا تسمح لمخيمات تدريب الإرهابيين بالعمل على الأراضي الواقعة تحت سيطرتها؛
- 2.ألا تزوّد حزب العمال الكردستاني بالأسلحة والمواد اللوجستية؛
- 3.ألا تزوّد أعضاء حزب العمال الكردستاني بوثائق هوية مزورة؛
- 4.ألا تساعد الإرهابيين على الدخول القانوني والتسلل إلى تركيا؛
- 5.ألا ترّخص الأنشطة الترويجية الدعائية للمنظمة الإرهابية المذكورة؛
- 6.ألا تسمح لأعضاء حزب العمال الكردستاني بإنشاء وتشغيل مقرات على أراضيها؛
- 7.ألا تُسهّل عبور الإرهابيين من دول ثالثة (أوروبا، اليونان، قبرص الجنوبية، إيران، ليبيا، أرمينيا) إلى شمال العراق وتركيا.

3) التعاون في جميع الأنشطة الرامية إلى مكافحة الإرهاب.
4) الامتناع عن تحريض البلدان الأخرى الأعضاء في جامعة الدول العربية ضد تركيا.
5) في ضوء ما سبق، وما لم تُوقِف سوريا هذه الأعمال فورًا، مع كل العواقب، تحتفظ تركيا بحقها في ممارسة حقها الطبيعي في الدفاع عن النفس، وتحت كل الظروف للمطالبة بتعويض عادل عن الخسائر في الأرواح والممتلكات.
- الملحق رقم (3):

اعتبارًا من الآن، يعتبر الطرفان أن الخلافات الحدودية بينهما مُنتهية، وأن أيًا منهما ليس له أية مطالب أو حقوق مُستحقة في أراضي الطرف الآخر. (-هنا إشارةً إلى لواء إسكندرون- الذي ضمّته تركيا لأراضيها في الثلاثينيات).
- الملحق رقم (4):

يفهم الجانب السوري أن إخفاقه في اتخاذ التدابير والواجبات الأمنية، المنصوص عليها في هذا الاتفاق، يُعطي تركيا الحق في اتخاذ جميع الإجراءات الأمنية اللازمة داخل الأراضي السورية حتى عمق 5 كم.